# إنيني
إنيني (وينطق أحيانا أنينا) مهندس معماري وموظف حكومي بمصر القديمة خلال عهد الأسرة الثامنة عشرة، وكان مسؤولا عن العديد من المشروعات المعمارية في عهد الفراعنة أمنحتب الأول، تحوتمس الأول، تحوتمس الثاني، علاوة على فترة الحكم المشترك لحتشبسوت وتحوتمس الثالث، كما حمل العديد من الألقاب منها كبير مراقبي الصوامع الملكية وكبير مراقبي المنشآت الملكية وكبير مراقبي العمال بخزائن الكرنك.

## المطبوعات
- Biography of Ineni in Ancient Records of Egypt by J. H. Breasted, Part Two, sections 43ff and 99ff